# قياسة الفستوكة
قياسة الفستوكة (الاسم العلمي:Plusia festucae) هي نوع من الحشرات تتبع جنس القياسة من فصيلة الليليات.